# Belgisk litteratur
| Georges Simenon och Peyo är två kända namn inom respektive kriminallitteratur och tecknade serier. |  | Georges Simenon och Peyo är två kända namn inom respektive kriminallitteratur och tecknade serier. |
| Georges Simenon och Peyo är två kända namn inom respektive kriminallitteratur och tecknade serier. |  | |

Belgisk litteratur är litteratur producerad i Belgien eller av belgare. Belgien är ett flerspråkigt land, och dess litteratur kan vara skriven på någon av dess tre officiella språk franska, nederländska eller tyska. Dessutom existerar litteratur skriven på vallonska samt i viss mån olika flamländska dialekter.

## Språk och översikt
Nederländska och franska är landets två dominerande modersmål, och belgisk litteratur är oftast skriven på någon av de två språken. Det tyska språket (modersmål för cirka 70 000 personer) och vallonska (främst använt som talspråk) har en mer begränsad användning som belgiskt litteraturspråk. Viss litterär produktion förekommer även på olika flamländska dialekter.
Hugo Claus är en av de mera kända nederländskspråkiga författarna. Bland franskspråkiga författare kan nämnas Georges Simenon och Marguerite Yourcenar. Belgien har en stor och internationellt spridd produktion av tecknade serier, vilken främst har producerats på franska. Bland de mer kända belgiska serieskaparna finns Hergé, André Franquin, Peyo och Morris. — Se vidare fransk-belgiska tecknade serier.